# سلاح الجو الأفغاني
سلاح الجو الأفغاني (بالإنجليزية: Afghan Air Force)‏ هو فرع من القوات المسلحة الأفغانية وهو المسؤول الدفاع الجوي لأفغانستان.

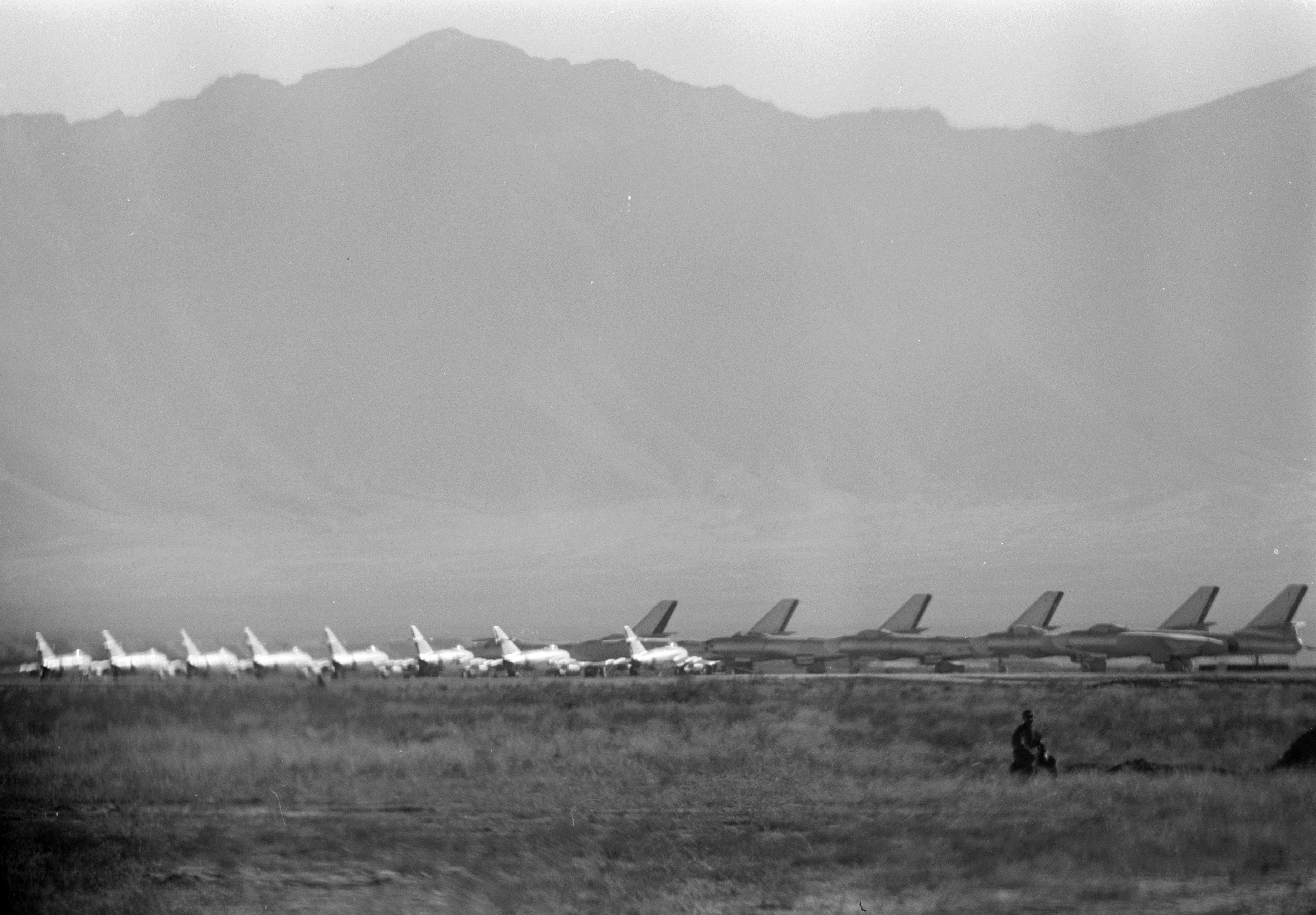
طائرات من طراز ميج 15 وقاذفات قنابل تابعة للقوات الجوية الأفغانية في عام 1959.